# Wierz mi dziewczyno
Wierz mi dziewczyno – utwór nagrany przez Zbigniewa Rawicza i wydany jako singiel przez wytwórnię Muza, tj. Zakłady Fonograficzne w Warszawie (Muza). 
Tango to skomponowane zostało przez Antoniego Buzuka w 1948. Słowa napisał Czesław Liberowski. Utwór ten zwyciężył w  pierwszym po wojnie konkursie na piosenkę zorganizowanym przez Express Wieczorny. Zbigniew Rawicz nagrał tę piosenkę pod koniec lat 40. i ukazała się ona na stronie A szybkoobrotowej płyty (78 obr./min.), wydanej przez Muzę na początku działalności wytwórni. Płyta otrzymała numer katalogowy 1014 (numery matryc - na stronie A: Wa 129, B: Wa 136).
Strona B tej płyty to utwór „Solamente una vez", znany też pod angielskim tytułem „You Belong to My Heart”, a skomponowany przez Agustina Larę.
Autorką polskich słów „Wspominałam ten dzień” jest Marta Mirska, która sama też wykonywała tę piosenkę.
W obu utworach na tej płycie Zbigniewowi Rawiczowi towarzyszy Orkiestra Taneczna kierowana przez Piotra Szymanowskiego.

## Muzycy
- Zbigniew Rawicz – śpiew
- Orkiestra Taneczna Piotra Szymanowskiego

## Lista utworów
Strona A
1. „Wierz mi dziewczyno” – tango

Strona B
1. „Wspominałem ten dzień” – tango